# Republika (časopis)
Republika je mjesečnik za književnost, umjetnost i društvo.
Danas izlazi u izdanju Društva hrvatskih književnika i Školske knjige.
Počeo je izlaziti 1945.

## Povijesni statusi
- od 1945.: mjesečnik za književnost, umjetnost i javni život
- od 1947.: mjesečnik za književnost, umjetnost i javna pitanja
- od 1949.: časopis za književnost i umjetnost
- od 1972.: časopis za kulturna i društvena pitanja
- od 1983. - br. 1/2003.: časopis za književnost.[1]
- od 2003. (br.1) - danas: mjesečnik za književnost, umjetnost i društvo

## Poznati suradnici
Siniša Vuković

## Urednici
- 1945.: Miroslav Krleža, Vjekoslav Kaleb, Joža Horvat
- 1946.: Vjekoslav Kaleb
- 1947. – 1948.: Marin Franičević
- 1949.: Ivan Dončević
- 1950. – 1951.: Ivan Dončević, Marin Franičević, Jure Kaštelan
- 1952.: Ivan Dončević, Marin Franičević
- 1953. – 6/1954.: Ivan Dončević, Marin Franičević, Vlatko Pavletić
- 7/1954. – 1955.: Ivan Dončević, Marin Franičević
- 1955.: Ivan Dončević, Marin Franičević, Novak Simić
- 1956. – 8/1971.: Ivan Dončević
- 9/1971. – 1972.: Danilo Pejović
- 1972.: Ivan Raos, Stojan Vučićević
- 1973. – 1979.: Zvonimir Majdak
- 1980. – 1981.: Augustin Stipčević
- 1982. – 1986.: Branko Maleš
- 1986.- br.7-9/2002.: Velimir Visković[1]
- 2002.- danas: Ante Stamać, Milan Mirić, Antun Pavešković

## Vanjska poveznica
- Podatci o mjesečniku na mrežnome mjestu Školske knjige  Arhivirana inačica izvorne stranice od 8. ožujka 2014. (Wayback Machine)